# Oni Louhenapessy
Oni Louhenapessy (Rotterdam, 7 september 1968) is een Nederlands voormalig voetballer die doorgaans als centrale verdediger speelde. Hij kwam uit voor Sparta Rotterdam, SBV Excelsior, Telstar en Deltasport Vlaardingen.